# GloboNews em Ponto
GloboNews Em Ponto é um programa de televisão produzido pela GloboNews, em São Paulo. Estreou em 30 de julho de 2018. O telejornal é exibido de segunda a sexta-feira das 07h às 09h30. A apresentação é de Mônica Waldvogel e Victor Boyadjian.

## Produção
A estreia do telejornal foi anunciada em 22 de maio de 2018, em um comunicado em que Ali Kamel, diretor geral de jornalismo da TV Globo, anunciou a saída de José Roberto Burnier do quadro de repórteres da emissora para assumir "um telejornal inovador, criativo, informativo", que contaria com colunistas de política, economia e internacional.  

### 2018-2021: Estreia
A estreia estava prevista para acontecer em 16 de julho, após o encerramento da Copa do Mundo, última cobertura de Burnier como repórter da emissora, mas acabou sendo adiada para o dia 30 daquele mês. Para o telejornal, a redação da GloboNews em São Paulo foi reformada e ganhou um novo estúdio. O horário inicial de exibição foi de 06h às 09h da manhã, abrindo a cobertura jornalística diária do canal. 

### 2021-presente: Mudança de Apresentadores
Em 14 de maio de 2021, a GloboNews anunciou que Burnier passaria a ancorar o novo telejornal da emissora, o Conexão GloboNews. Com a mudança, Julia Duailibi foi efetivada na apresentação do telejornal. Em 2022, após Duailibi ser deslocada para o novo jornal da emissora, GloboNews Mais, Cecília Flesch assumiu como âncora.
Ao longo do primeiro semestre de 2023, o telejornal enfrentou dificuldades de audiência, sendo ameaçado constantemente pela programação matinal da Jovem Pan News, concorrente direta com abordagem conservadora e pró-bolsonarista. Flesch permaneceu na apresentação até junho de 2023, sendo demitida por fazer comentários negativos sobre o canal em um podcast. Ela foi substituída de forma interina por Bete Pacheco.
Em 22 de junho de 2023, a GloboNews anunciou que a partir de julho do mesmo ano o telejornal passaria a ser apresentado por Tiago Eltz e Mônica Waldvogel, além de ganhar um novo horário, das 07h às 09h30.
Em março de 2024, foi anunciada a saída de Tiago Eltz do cargo de ancora do telejornal, e a efetivação de Nilson Klava como novo titular ao lado de Mônica, já em 1º de abril. Klava ficaria no telejornal até o dia 11 de julho de 2025, quando foi substituído por Victor Boyadjian a partir do dia 14.